# Ceriops
Ceriops es un género de manglares de la familia de las Rhizophoraceae. 

## Especies
- Ceriops australis[1][2]
- Ceriops decandra (Griff.) Ding Hou (sin.: Ceriops roxburghiana Arn.)
- Ceriops pseudodecandra Sheue, Liu, Tsai, and Yang[3]
- Ceriops tagal (Perr.) C.B. Rob.
- Ceriops zippeliana[4]